# AFC Santa Maria de Penaguião
El AFC Santa Maria de Penaguião es un equipo de fútbol de Portugal que juega en la Liga Regional de Vila Real, la quinta división nacional.

## Historia
Fue fundado el 1 de agosto de 2015 en el municipio de Santa María de Penagiao del estado de Vila Real y su primer título fue la Supercopa distrital en la temporada 2021, con lo que logró el ascenso al Campeonato de Portugal y la clasificación a la Copa de Portugal por primera vez.
En la Copa de Portugal 2021-22 fue eliminado en la primera ronda por el Leixoes SC por marcador de 1-5.

## Palmarés
- Supercopa de Vila Real: 1

2020/21